# Sous-secrétaire à la Défense pour l'acquisition et le soutien
 (juin 2025).
Le contenu est difficilement compréhensible vu les erreurs de traduction, qui sont peut-être dues à l'utilisation d'un logiciel de traduction automatique.
 (juin 2025).
Si vous disposez d'ouvrages ou d'articles de référence ou si vous connaissez des sites web de qualité traitant du thème abordé ici, merci de compléter l'article en donnant les références utiles à sa vérifiabilité et en les liant à la section « Notes et références ».
Le sous-secrétaire à la Défense pour l'acquisition et le soutien (en anglais : Under Secretary of Defense for Acquisition and Sustainment ou USD(A&S)) est le principal assistant d'état-major (PSA) et le conseiller du secrétaire à la Défense pour toutes les questions relatives à l'acquisition et au soutien au sein du département de la Défense. Cela inclut le système d'acquisition du DoD ; la conception et le développement de systèmes ; la production ; la logistique et la distribution ; la maintenance, la gestion et la résilience des installations ; la construction militaire ; l'achat de biens et de services ; la préparation du matériel ; la maintenance ; la résilience environnementale et énergétique (y compris les énergies renouvelables) ; les services publics ; la modernisation de la gestion des affaires ; la coopération internationale en matière d'armements, l'acquisition coopérative et les accords internationaux, la promotion de l'exportabilité des composants militaires vers les alliés et les partenaires ; les programmes de défense nucléaire, chimique et biologique ; et le commandement, le contrôle et les communications nucléaires.
Ellen Lord devient la première sous-secrétaire à la Défense pour l'acquisition et le soutien le 1er février 2018, après avoir été la dernière sous-secrétaire à la Défense pour l'acquisition, la technologie et la logistique.
Le sous-secrétaire est nommé par le président parmi les civils, avec l'avis et le consentement du Sénat, pour servir au gré du président.

## Aperçu
La mission de l'OUSD(A&S) est de permettre la livraison et le maintien en puissance de capacités sécurisées et résilientes au combattant et aux partenaires internationaux, rapidement et de manière rentable.
Le Bureau du sous-secrétaire à la Défense pour l'acquisition et le soutien (OUSD(A&S)) se concentre sur la création d'un système d'acquisition qui évolue à la vitesse de la pertinence et, pour ce faire, est structuré en une organisation qui fournit un cadre d'acquisition adaptatif à l'échelle de la défense, de l'identification des besoins à la cession. En utilisant une analyse basée sur les données et liée à la Stratégie de défense nationale, l'OUSD(A&S) s'adapte pour permettre le développement de nouveaux produits et processus et soutient une culture de l'innovation, de la pensée critique et de la conformité créative. Plusieurs organisations relevant de l'OUSD(A&S) œuvrent également à la réalisation de cet objectif.
Le Bureau du secrétaire adjoint à la Défense pour l'acquisition (OASD(A)) fournit des capacités au point de besoin grâce à un système d'acquisition de la Défense flexible, adaptable et rapide. L'ASD(A) s'efforce de rendre l'acquisition de la défense moins coûteuse, lente et lourde en réduisant les délais, en abaissant les coûts et en améliorant la qualité, tout en introduisant rapidement de nouvelles technologies pour améliorer les capacités.
Le Bureau du secrétaire adjoint à la Défense pour le soutien (OASD(Sustainment)) s'occupe de la logistique et de la préparation du matériel au sein du Département de la Défense (DoD) et est le principal responsable de la logistique au sein de la haute direction du DoD. À ce titre, l'ASD(S) prescrit des politiques et des procédures pour la conduite de la logistique, de la maintenance, de la préparation du matériel, de la mobilité stratégique et du soutien au sein du DoD, y compris l'approvisionnement, la maintenance et le transport.
Le Bureau du secrétaire adjoint à la Défense pour les programmes de défense nucléaire, chimique et biologique (OASD(CNB)) dirige les efforts du DoD pour se préparer, dissuader et atténuer les menaces actuelles et futures d'armes de destruction massive (ADM). Il vise à maintenir et à moderniser la dissuasion nucléaire américaine ; à développer des capacités pour détecter, se protéger et répondre aux menaces d'ADM ; à garantir la conformité du DoD avec les traités et accords nucléaires, chimiques et biologiques ; à continuer de travailler avec les alliés et les partenaires pour renforcer nos capacités collectives de lutte contre les armes de destruction massive (CWMD) ; et à faire progresser les objectifs de non-prolifération des États-Unis.
Le bureau de la politique industrielle soutient le sous-secrétaire à la Défense pour l'acquisition et le soutien en fournissant des analyses détaillées et une compréhension approfondie de la chaîne d'approvisionnement industrielle, de plus en plus mondiale, commerciale et financièrement complexe, essentielle à notre défense nationale.
Le directeur exécutif du Bureau central des programmes d'accès spécial facilite et maintient les protocoles d'accord et les mémorandums d'entente pour la participation étrangère aux programmes d'accès spécial (SAP) du DoD et assure la coordination avec les autorités de surveillance appropriées.
Le bureau de la coopération internationale (IC) a pour mission de renforcer les partenariats internationaux clés par le biais d'initiatives coopératives d'acquisition et de soutien afin d'améliorer l'interopérabilité et d'aiguiser l'avantage technologique du combattant. L'IC donne la priorité à la mise en place d'une constellation d'alliés et de partenaires létale, sécurisée et en réseau.

## Histoire
La Military Retirement Reform Act de 1986 crée le poste de sous-secrétaire à la Défense pour l'acquisition (USD(A)), qui est mis en œuvre avec la publication de la directive 5134.1 du département de la Défense en février 1987. Dans le cadre de cette loi, le poste de sous-secrétaire à la Défense pour la recherche et l'ingénierie (USD(R&E)) est rebaptisé directeur de la recherche et de l'ingénierie de la Défense (DDR&E), un poste de rang inférieur qui relève du nouvel USD(A).
Le titre de l'USD(A) est changé en sous-secrétaire à la Défense pour l'acquisition et la technologie (USD(A&T)) par la National Defense Authorization Act pour l'exercice 1994, et le poste est ensuite rebaptisé sous-secrétaire à la Défense pour l'acquisition, la technologie et la logistique (USD(AT&L)) par la National Defense Authorization Act pour l'exercice 2000. L'USD(AT&L) sert de principal assistant du secrétaire à la Défense pour la recherche et le développement, la production, l'approvisionnement, la logistique et la construction militaire.
La National Defense Authorization Act for Fiscal Year 2017 supprime le poste de l'USD(AT&L) et crée à sa place le poste de l'USD(R&E) une fois de plus, ainsi que le nouveau poste de l'USD(A&S). Ces changements prennent effet le 1er février 2018. Dans le cadre de la réorganisation, les postes de secrétaire adjoint à la Défense pour la logistique et la préparation du matériel (ASD(L&MR)) et de secrétaire adjoint à la Défense pour l'énergie, les installations et l'environnement (ASD(EI&E)) sont fusionnés en un nouveau poste de secrétaire adjoint à la Défense pour le soutien,.

## Organisation
- Sous-secrétaire à la Défense pour l'acquisition et le soutien
  - Bureau du chef d'état-major
    - Groupe d'action du commandement

  - Sous-secrétaire adjoint à la Défense pour l'acquisition et le soutien
    - Bureau des opérations commerciales

  - Bureau du secrétaire adjoint à la Défense pour l'acquisition
    - Defense Acquisition University
    - Defense Contract Management Agency
    - Cellule d'acquisition rapide interarmées

  - Bureau du secrétaire adjoint à la Défense pour le soutien
    - Defense Logistics Agency

  - Bureau du secrétaire adjoint à la Défense pour l'énergie, les installations et l'environnement
    - Bureau du sous-secrétaire adjoint à la Défense pour la modernisation et la résilience des infrastructures
    - Bureau du sous-secrétaire adjoint à la Défense pour la gestion et la restauration de l'environnement
    - Bureau du sous-secrétaire adjoint à la Défense pour le logement (H)
    - Bureau du sous-secrétaire adjoint à la Défense pour la résilience et l'optimisation énergétiques
    - Office of Local Defense Community Cooperation

  - Secrétaire adjoint à la Défense pour la politique de la base industrielle
    - Bureau du sous-secrétaire adjoint à la Défense pour la résilience de la base industrielle
    - Bureau du sous-secrétaire adjoint à la Défense pour l'engagement international et industriel
    - Bureau des programmes pour les petites entreprises
    - Bureau de l'investissement mondial et de la sécurité économique

  - Bureau du secrétaire à la Défense pour les programmes de défense nucléaire, chimique et biologique
    - Defense Threat Reduction Agency

  - Bureau de la coopération internationale
  - Bureau des programmes spéciaux
  - Bureau des initiatives en capital humain

## Bureau du sous-secrétaire
Le Bureau du sous-secrétaire à la Défense pour l'acquisition et le soutien (OUSD(A&S)), une unité du Bureau du secrétaire à la Défense, supervise toutes les acquisitions du Département de la Défense, y compris l'achat de biens et de services, la recherche et le développement, les tests de développement et l'administration des contrats, pour tous les éléments du Département. Dirigé par le sous-secrétaire, l'OUSD(A&S) supervise la logistique, la maintenance et le soutien pour tous les éléments du Département et établit des politiques pour le maintien de la base industrielle de défense des États-Unis.
Le travail de l'OUSD(A&S) est mené par ses différentes directions, notamment :
- Direction des initiatives en capital humain – responsable de l'exécution de toutes les responsabilités en matière de main-d'œuvre identifiées par le secrétaire à la Défense
- Direction des ressources et des analyses d'acquisition – intègre les divers aspects de l'acquisition de la Défense dans un programme équilibré et cohérent qui soutient la stratégie nationale et utilise de la manière la plus efficace les ressources fournies
- Direction de la coopération internationale – soutient le sous-secrétaire dans tous les aspects de la coopération internationale, élabore une politique pour les programmes d'armement coopératifs internationaux et fournit au sous-secrétaire une vue d'ensemble unique et intégrée des activités de coopération internationale
- Direction des programmes spéciaux – gère les structures de gestion et de contrôle des programmes d'accès spécial (SAP) du DoD
- Direction des programmes pour les petites entreprises – conseille le secrétaire à la Défense sur toutes les questions relatives aux petites entreprises et s'engage à maximiser les contributions des petites entreprises dans les acquisitions du DoD
- Direction de l'administration – sert de point central pour tous les programmes de personnel civil et militaire de l'OUSD(A&S), la gestion organisationnelle, l'espace, les installations, la gestion des approvisionnements, la sécurité, la gestion de l'information, les voyages, la budgétisation et la formation
- Direction de la politique d'approvisionnement et d'acquisition de la Défense – responsable de toutes les questions de politique d'acquisition et d'approvisionnement au sein du Département, y compris en tant que conseiller principal du sous-secrétaire sur les stratégies d'acquisition/d'approvisionnement pour tous les grands programmes de systèmes d'armes, les grands programmes de systèmes d'information automatisés et les acquisitions de services
- Cellule d'acquisition rapide interarmées – fournit un point de contact unique au sein du Bureau du secrétaire à la Défense pour suivre la ponctualité des actions répondant aux besoins immédiats des combattants pour les hauts dirigeants et faciliter la coordination avec d'autres agences gouvernementales
- Conseil scientifique de la Défense – fournit aux hauts dirigeants du Département des conseils et des recommandations indépendants sur les questions scientifiques, techniques, de fabrication, de processus d'acquisition et d'autres sujets d'intérêt particulier pour le Département
- Bureau du sous-secrétaire adjoint à la Défense pour la politique industrielle – responsable de s'assurer que les politiques, procédures et actions du Département :
  - stimulent et soutiennent une concurrence et une innovation vigoureuses dans la base industrielle soutenant la défense
  - établissent et maintiennent des capacités industrielles et technologiques rentables qui assurent la préparation et la supériorité militaires

## Titulaires du poste

### Sous-secrétaire
| Portrait                                                                         | Nom                            | Mandat                                                                            | Secrétaire(s) à la Défense                                      | Président(s)                    |
| -------------------------------------------------------------------------------- | ------------------------------ | --------------------------------------------------------------------------------- | --------------------------------------------------------------- | ------------------------------- |
| Sous-secrétaire à la Défense pour l'acquisition                                  |                                |                                                                                   |                                                                 |                                 |
|                                                                                  | Richard P. Godwin              | 30 septembre 1986 – 30 septembre 1987                                             | Caspar Weinberger                                               | Ronald Reagan                   |
|                                                                                  | Robert B. Costello             | 18 décembre 1987 – 12 mai 1989                                                    | Frank Carlucci William Howard Taft IV (par intérim) Dick Cheney | Ronald Reagan George H. W. Bush |
|                                                                                  | John A. Betti                  | 11 août 1989 – 31 décembre 1990                                                   | Dick Cheney                                                     | George H. W. Bush               |
|                                                                                  | Donald J. Yockey               | 1 janvier 1991 – 20 juin 1991 (par intérim) 20 juin 1991 – 20 janvier 1993        | Dick Cheney                                                     | George H. W. Bush               |
| Sous-secrétaire à la Défense pour l'acquisition et la technologie                |                                |                                                                                   |                                                                 |                                 |
|                                                                                  | John M. Deutch                 | 2 avril 1993 – 11 mars 1994                                                       | Les Aspin William J. Perry                                      | Bill Clinton                    |
|                                                                                  | Paul G. Kaminski               | 3 octobre 1994 – 16 mai 1997                                                      | William J. Perry William Cohen                                  | Bill Clinton                    |
| Sous-secrétaire à la Défense pour l'acquisition, la technologie et la logistique |                                |                                                                                   |                                                                 |                                 |
|                                                                                  | Jacques S. Gansler             | 10 novembre 1997 – 5 janvier 2001                                                 | William Cohen                                                   | Bill Clinton                    |
|                                                                                  | Edward C. Aldridge, Jr.        | 10 mai 2001 – 23 mai 2003                                                         | Donald Rumsfeld                                                 | George W. Bush                  |
|                                                                                  | Michael W. Wynne (par intérim) | 23 mai 2003 – 6 juin 2005                                                         | Donald Rumsfeld                                                 | George W. Bush                  |
|                                                                                  | Kenneth J. Krieg               | 6 juin 2005 – 20 juillet 2007                                                     | Donald Rumsfeld Robert Gates                                    | George W. Bush                  |
|                                                                                  | John J. Young, Jr.,            | 20 juillet 2007 – 21 novembre 2007 (par intérim) 21 novembre 2007 – 27 avril 2009 | Robert Gates                                                    | George W. Bush Barack Obama     |
|                                                                                  | Ashton Carter                  | 27 avril 2009 – 5 octobre 2011                                                    | Robert Gates Leon Panetta                                       | Barack Obama                    |
|                                                                                  | Frank Kendall III              | 6 octobre 2011 – 20 janvier 2017                                                  | Leon Panetta Chuck Hagel Ash Carter                             | Barack Obama                    |
|                                                                                  | Jimmy MacStravic               | 20 janvier 2017 – 7 août 2017 (Exerçant les fonctions de)                         | James Mattis                                                    | Donald Trump                    |
|                                                                                  | Ellen Lord                     | 7 août 2017 – 1er février 2018                                                    | James Mattis                                                    | Donald Trump                    |
| Sous-secrétaire à la Défense pour l'acquisition et le soutien                    |                                |                                                                                   |                                                                 |                                 |
|                                                                                  | Ellen Lord                     | 1er février 2018 – 20 janvier 2021                                                | James Mattis                                                    | Donald Trump                    |
|                                                                                  | Stacy Cummings                 | 20 janvier 2021 – 2 août 2021 (Exerçant les fonctions de)                         | David Norquist (par intérim) Lloyd Austin                       | Joe Biden                       |
|                                                                                  | Gregory M. Kausner             | 2 août 2021 – 7 février 2022 (Exerçant les fonctions de)                          | Lloyd Austin                                                    | Joe Biden                       |
|                                                                                  | Andrew P. Hunter               | 7 février 2022 – 15 avril 2022 (Exerçant les fonctions de)                        | Lloyd Austin                                                    | Joe Biden                       |
|                                                                                  | William A. LaPlante            | 15 avril 2022 – 20 janvier 2025                                                   | Lloyd Austin                                                    | Joe Biden                       |
|                                                                                  | Steven J. Morani               | 20 janvier 2025 – 5 juin 2025 (Exerçant les fonctions de)                         | Pete Hegseth                                                    | Donald Trump                    |
|                                                                                  | Michael P. Duffey              | 5 juin 2025 – Présent                                                             | Pete Hegseth                                                    | Donald Trump                    |

### Sous-secrétaire adjoint
| Nom                  | Mandat                              | Sous-secrétaire(s)                                 | Secrétaire(s) à la Défense               | Président(s)                |
| -------------------- | ----------------------------------- | -------------------------------------------------- | ---------------------------------------- | --------------------------- |
| Milton Lohr          | 3 octobre 1988 – 12 mai 1989        | Robert B. Costello                                 | Dick Cheney                              | George H. W. Bush           |
| Donald J. Yockey     | 12 mars 1990 – 20 janvier 1991      | John A. Betti                                      | Dick Cheney                              | George H. W. Bush           |
| Donald C. Fraser     | 4 décembre 1991 – 13 janvier 1993   | Donald J. Yockey                                   | Dick Cheney                              | George H. W. Bush           |
| Noel Longuemare, Jr. | 18 novembre 1993 – 21 novembre 1997 | John M. Deutch Paul G. Kaminski Jacques S. Gansler | Les Aspin William J. Perry William Cohen | Bill Clinton                |
| David Oliver         | 1 juin 1998 – 14 juillet 2001       | Jacques S. Gansler Edward C. Aldridge, Jr.         | William Cohen Donald Rumsfeld            | Bill Clinton George W. Bush |
| Michael W. Wynne     | 17 juillet 2001 – 2005              | Edward C. Aldridge, Jr.                            | Donald Rumsfeld                          | George W. Bush              |
| Frank Kendall III    | 8 mars 2010 – 5 octobre 2011        | Ashton Carter                                      | Robert Gates Leon Panetta                | Barack Obama                |
| Alan Estevez         | 6 octobre 2011 – 20 janvier 2017    | Frank Kendall III                                  | Leon Panetta Chuck Hagel Ash Carter      | Barack Obama                |
| Vacant               | 20 janvier 2017 – 1er février 2018  | Ellen Lord                                         | James Mattis                             | Donald Trump                |